# Inmigración rusa en Alemania
Hay una importante población rusa en Alemania (alemán: Deutschrussen, Russlanddeutsche o Russischsprachige en Deutschland). El colapso de la Unión Soviética en 1991 provocó una inmigración masiva a Occidente, siendo Alemania el principal destino, principalmente por razones económicas y étnicas. Los rusos (rusos alemanes) son el tercer grupo de inmigrantes más grande de Alemania. Los rusos étnicos eran 2,213,000 en 2014.

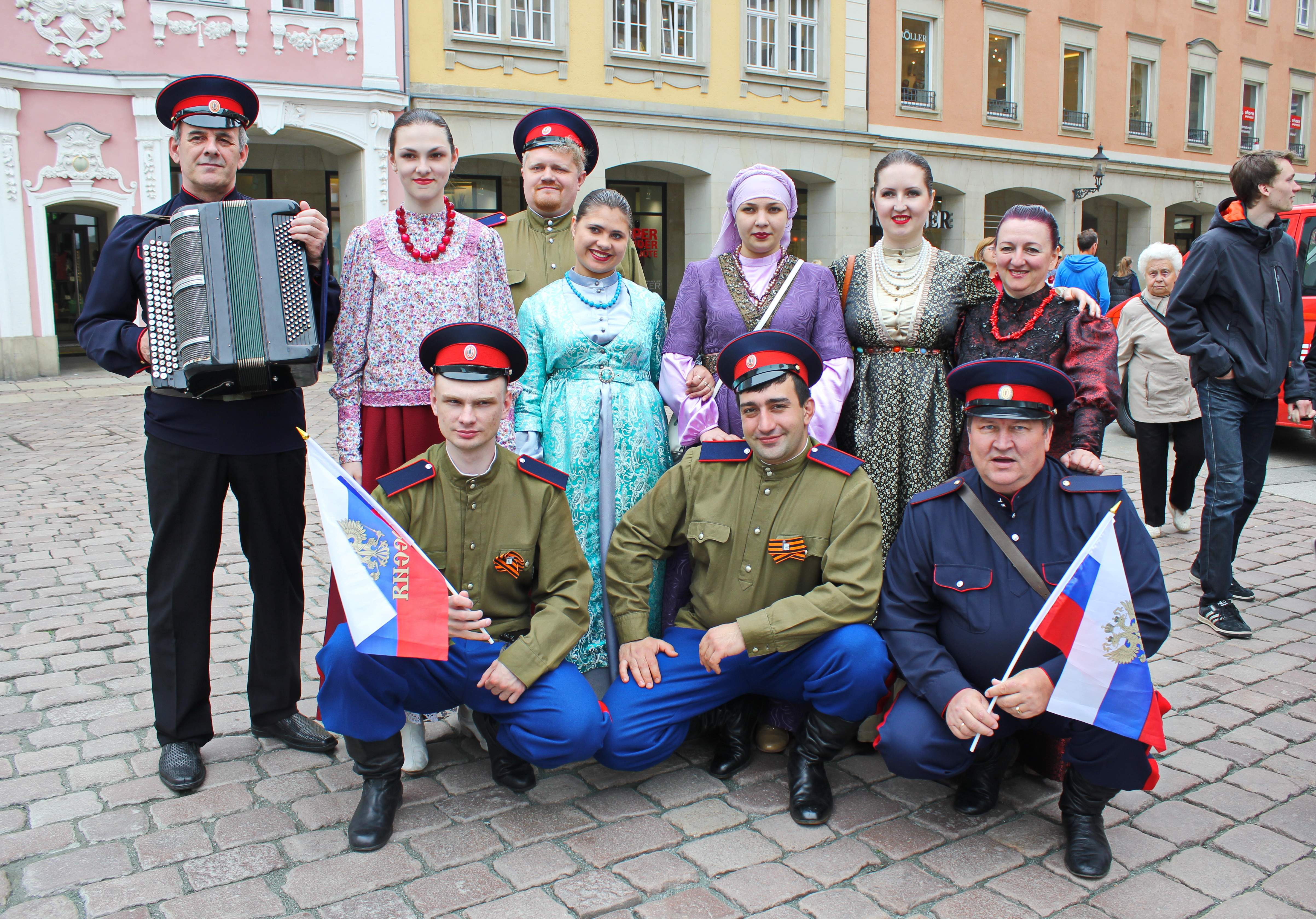
En Chemnitz.

## Emigración soviética y postsoviética de Rusia
Los datos de población alemana de 2012 registran 1 213 000 inmigrantes rusos que residen en Alemania; esto incluye a los ciudadanos actuales y anteriores de la Federación Rusa, así como a los ex ciudadanos de la Unión Soviética. El Ministerio de Relaciones Exteriores de Rusia informa que alrededor de 3 500 000 hablantes de ruso viven en Alemania, divididos en gran parte en tres grupos étnicos: Rusos étnicos; Rusos descendientes de inmigrantes alemanes al este (conocidos como Aussiedler, Spätaussiedler y Russlanddeutsche (alemanes rusos, alemanes de Rusia) y Judíos rusos.
La inmigración a Alemania aumentó a fines de la década de 1980 y principios de la de 1990. Según la investigación de la Comisión Global sobre Migración Internacional, "En la década de 1990, los alemanes étnicos y los judíos constituían los componentes más grandes de la emigración, y los destinos más atractivos eran Alemania, Israel y los Estados Unidos". Entre 1992 y 2000, Alemania supuestamente recibió 550 000 emigrantes de Rusia, el 60% de la cantidad total que emigra a los tres principales destinos.

## Origen étnico

### Aussiedler de Rusia
Anteriormente en la historia, particularmente durante el siglo XVII, varios alemanes emigraron a Rusia. El artículo 116 de la Ley Básica de Alemania, aprobada en 1949, otorga a las personas de ascendencia alemana el derecho de regresar a Alemania y los medios para adquirir la ciudadanía alemana si sufrieron persecución después de la Segunda Guerra Mundial como resultado de su herencia alemana. Como resultado, aproximadamente 3,6 millones de personas de etnia alemana se mudaron a Alemania Occidental entre 1950 y 1996. Estos descendientes de alemanes solicitaron cada vez más emigrar a Alemania bajo el mandato del Primer Secretario del Partido Comunista de la Unión Soviética, Nikita Khrushchev. Según el historiador John Glad, en 1957 los peticionarios, comúnmente conocidos como "Aussiedler" (singular y plural) o colonos transferidos, presentaron más de 100 000 solicitudes al año para emigrar a Alemania Occidental; varios miles regresaron en la década de 1970. El flujo de Aussiedler aumentó con la desintegración de la Unión Soviética. Por ejemplo, entre 1992 y 2007, un total de 1 797 084 alemanes étnicos de la antigua URSS emigraron a Alemania. De este número total, 923 902 eran de Kazajistán, 693 348 de Rusia, 73 460 de Kirguistán, 40 560 de Ucrania, 27 035 de Uzbekistán y 14 578 de Tayikistán. Los números alcanzaron su punto máximo en 1994: 213 214 australianos, y luego comenzaron a disminuir gradualmente. Se desconoce el número de parientes no alemanes que emigraron junto con ellos, pero muchos, si no la mayoría, son presumiblemente miembros de la comunidad étnica rusa de Alemania (ver más abajo). El número de australianos emigrados fluctúa, ya que muchos retienen viviendas en la ex Unión Soviética; se presume que algunos han regresado a sus residencias en las ex repúblicas soviéticas.

### Judíos soviéticos
Después de la Segunda Guerra Mundial, la población judía de Alemania era de 15.000, un pequeño porcentaje de la población judía del país antes de la guerra de 500 000. Ese número creció a 30 000 a fines de la década de 1980. Luego, entre 1991 y 2005, más de 200 000 judíos de la antigua Unión Soviética se mudaron a Alemania. En total, el banco de datos judío de Berman estima que más de 225 000 judíos de la antigua Unión Soviética (Rusia y varias repúblicas) emigraron a Alemania entre 1989 y 2012.
Dado que la mayoría de los judíos rusos en general son judíos asquenazíes, una vez que llegaron a Alemania, muchos de ellos tenían la ventaja de haber crecido hablando yiddish en Rusia (el idioma judeo-alemán tradicional de los judíos asquenazíes) además de ruso. Por lo tanto, debido a su yiddish, aprendieron el idioma alemán fácilmente. Esto contrastó con los inmigrantes rusos alemanes en Alemania que en Rusia solo habían hablado ruso a pesar de su herencia étnica alemana.
El Berman Jewish DataBank estima que "la población judía central de Alemania era de 118 000 en 2013", de los cuales todos, excepto entre 5 000 y 6 000, son inmigrantes postsoviéticos; la comunidad asciende a unos 250 000 si se incluyen los parientes judíos no halájicos". El crecimiento comenzó a disminuir en 2005 cuando el gobierno alemán reemplazó la ley de inmigración de cuotas especiales (Kontingentsflüchtlingsgesetz) con reglas más restrictivas (Zuwanderungsgesetz).

### Otros hablantes de ruso
Otros hablantes de ruso en Alemania se dividen en algunas categorías diferentes. La Statistisches Bundesamt (Oficina Federal de Estadística) de Alemania informó las siguientes cifras de hablantes de ruso desde el año 2000: extranjeros legales (365 415), asilados políticos (20.000), estudiantes (7 431), familiares de ciudadanos alemanes (10 000–15 000), personas especiales trabajadores en los campos de la ciencia y la cultura (5 000–10 000) y cuerpo diplomático (5.000). El mayor porcentaje proviene de la categoría de "extranjero legal". La gran mayoría de los extranjeros legales, que son principalmente de etnia rusa (con un número menor de bielorrusos, ucranianos y otros grupos) son familiares de repatriados (aussiedler y judíos soviéticos), pero que aún no han recibido la ciudadanía alemana.

## Integración en la sociedad alemana

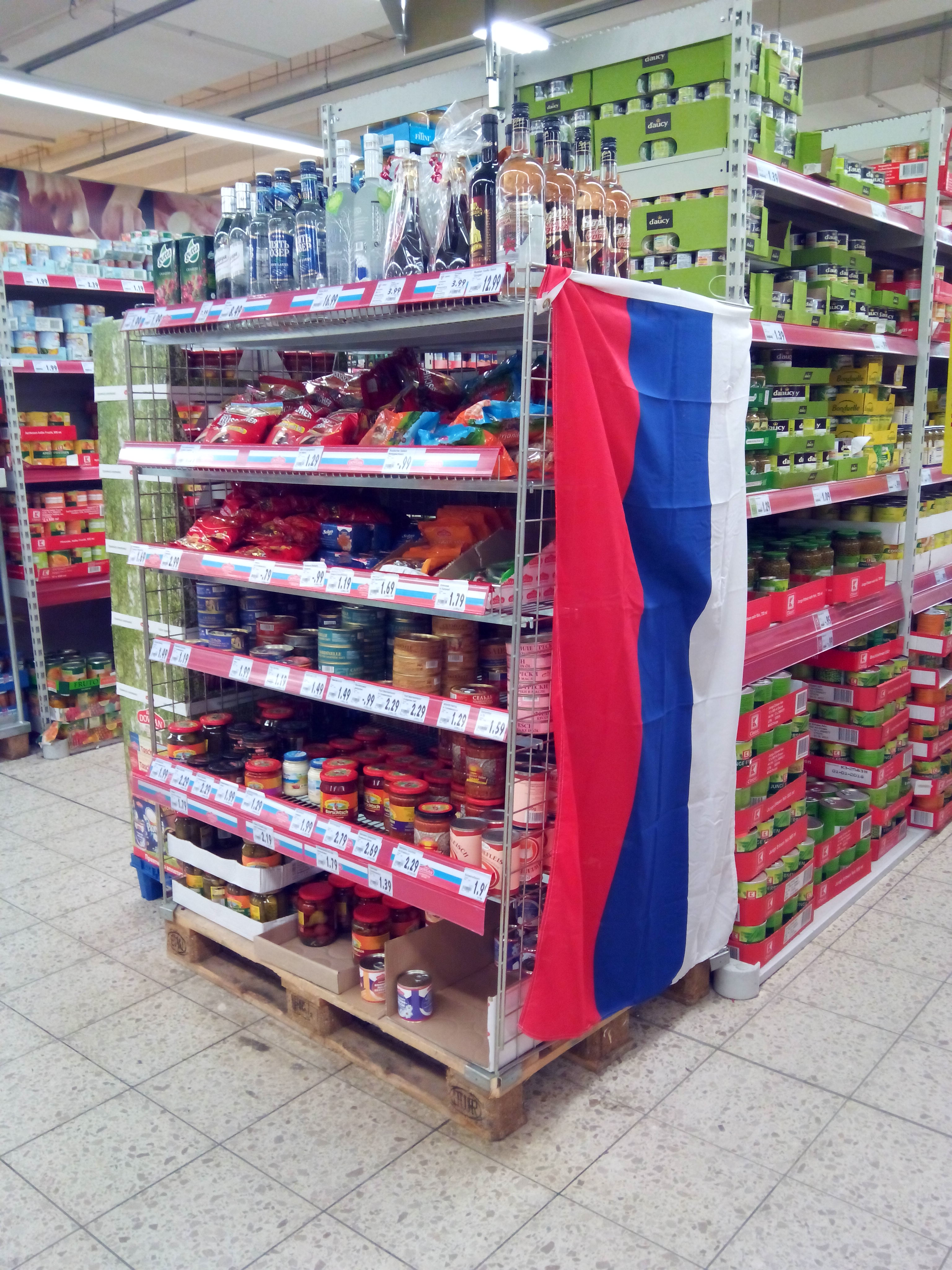
Tienda de productos rusos en Herford, en el estado de Renania del Norte-Westfalia.

La mayoría de los ruso-alemanes se han asimilado e integrado bien en la sociedad alemana. Al igual que con la mayoría de los otros grupos de inmigrantes, quedan algunos problemas contemporáneos. A las autoridades alemanas les preocupa que el elevado número de inmigrantes rusos que se autosegregan en ciertos barrios dificulte la integración social. Esto ha llevado a restricciones a la inmigración de Rusia y la ex Unión Soviética. Otros temas han incluido el crimen, las drogas, la pobreza y el desempleo.
Los australianos han planteado muchas cuestiones. Aunque se esperaba que se asimilaran rápidamente a la sociedad alemana, Aussiedler y sus descendientes luchan con su identidad y la mayoría se considera ruso. En Rusia, debido a la presión exterior, se habían asimilado a la sociedad rusa, en la mayoría de los casos hablando ruso como primera o única lengua, y esto ha dificultado su regreso.
Un estudio de 2006 realizado por el Instituto Alemán de la Juventud reveló que los ruso-alemanes enfrentan altos niveles de prejuicio e intolerancia en Alemania, que van desde bajas oportunidades laborales hasta problemas en el mercado inmobiliario.
Una encuesta de 2020 encontró que los australianos generalmente se sienten más pertenecientes a Alemania, a su estado e incluso a su ciudad que a su país de origen.